# Gigantoceras apicibrunnea
Gigantoceras apicibrunnea är en fjärilsart som beskrevs av François Louis Nompar de Caumont de Laporte 1974. Gigantoceras apicibrunnea ingår i släktet Gigantoceras och familjen trågspinnare. Inga underarter finns listade i Catalogue of Life.